# Nisa (filha de Nicomedes III da Bitínia)
Nisa ou Nissa (em grego:  Νύσ(σ)α, fl. segunda metade do século II a.C. — primeira metade do século I a.C.) foi uma princesa grega do Reino da Bitínia.

## Biografia
Nisa era filha dos monarcas Nicomedes III da Bitínia e Nisa, uma princesa do Reino da Capadócia. Ela era o xará de sua mãe e tinha dois irmãos, Nicomedes IV da Bitínia, que reinou como rei de c. 94 a.C. a c. 74 a.C. e Sócrates, o Bom. Ela nasceu e foi criada na Bitínia.
Segundo Suetônio (César. 49), sua causa foi defendida pelo político romano Caio Júlio César em gratidão pela amizade de seu pai.

## Representações culturais
Nisa é mencionada, mas não aparece no romance The October Horse, de Colleen McCullough. Ela aparece brevemente em Hail, Caesar! de Fletcher Pratt.